# 薩瓦博希尼卡河

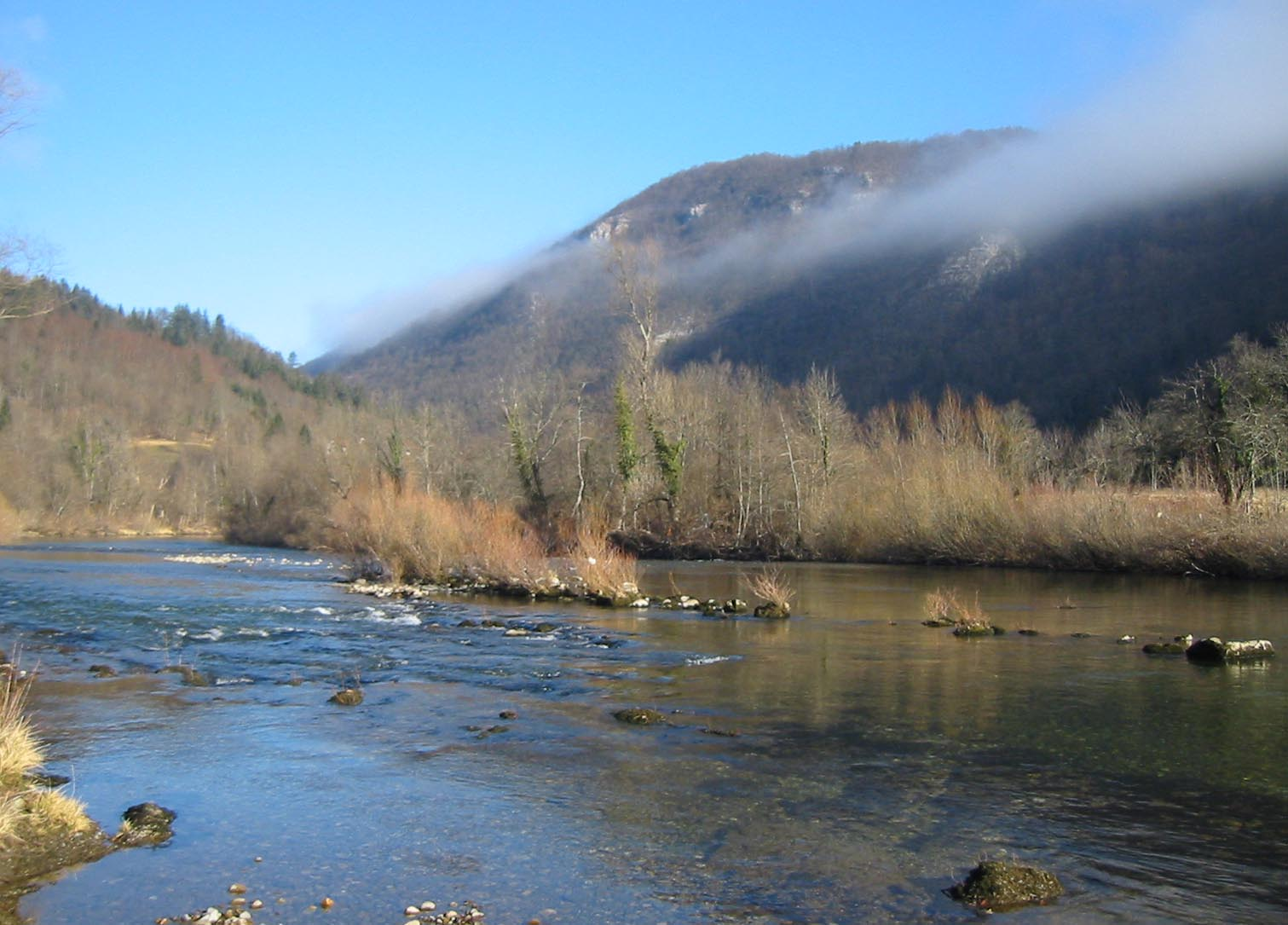

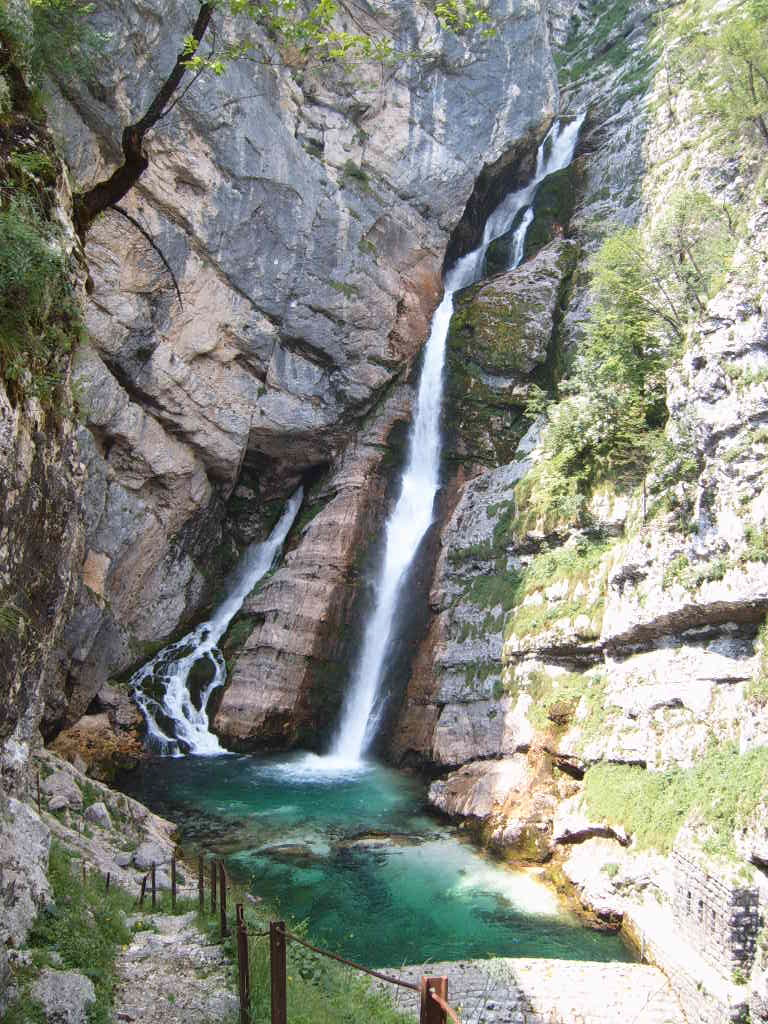

46°21′N 14°09′E / 46.350°N 14.150°E
薩瓦博希尼卡河，是斯洛文尼亞的河流，位於該國西北部，河道全長33公里，流域面積356平方公里，與薩瓦多林卡河匯流成為薩瓦河。